# Княжество Гумма
Княжество Гумма (оромо Mootummaa Gummaa) — княжество, находившееся в регионе Гибэ, Эфиопия в XVIII веке.
Населения княжество в 1880 году, по оценке, составляло 50000 человек. Бекингем и Хантингфорд считали Гумму вместе с Гоммой наименее экономически развитым из княжеств Гибэ. Мохамед Хассен отмечает, что на княжество делали набеги, Арджо с севера и Нонно с запада. Жители Гуммы занимались скотоводством и выращивали сорго, пшеницу, ячмень и хлопок.

## История
Предком правителей Гуммы является человек по имени Адам. Примерно в 1770 году он поселился в этом районе и, как говорят, тогда помог свергнуть последнего короля предыдущей династии, Сарбораду. Мохаммед Хассен, обсуждая эту традицию, предполагает, что эта традиция об Адаме «была изобретена, чтобы исламизировать первоначального основателя династии».
Правитель Гуммы Джаве был обращён в ислам купцами из Шоа и Бэгемдыра, и, в свою очередь, он обратил в ислам своих подданных.
В 1882 году правитель Гуммы Абба Джубир убедил правителей Эннереи, Гоммы и Джиммы сформировать конфедерацию, известную как «Мусульманская лига», чтобы противостоять угрозе со стороны некоторых мача оромо, которые, в свою очередь, сформировали свой собственный союз известный как «Лига четырёх оромо». Поначалу Мусульманская лига не имела большого успеха в борьбе с Лигой четырёх оромо, поскольку другие члены не поддерживали Аббу Джубира в борьбе против мача оромо, пока его старший брат Абба Дигир не был схвачен. В этот момент им на помощь пришли жители Эннереи, но даже с этой помощью Абба Джубир не имел больше успеха и был вынужден заключить перемирие с Лигой четырёх оромо для безопасного освобождения своего брата. Затем Абба Джубир начал войну против Джиммы и разграбил её столицу, несмотря на то, что Гомма и Лимму-Энереа пришли на помощь Джимме.
Несмотря на поражение Мусульманской лиги, Гумма оставалось оплотом ислама и предоставлял убежище мужчинам, изгнанным из других княжеств Гибэ. Гумма было завоевано императором Менеликом II в 1885 году, но княжество оставалось «рассадником восстания и мусульманского фанатизма против чужеземной колониальной администрации». Фириса, сын последнего короля, нашёл убежище в Судане после завоевания и вернулся в 1899 году, чтобы объявить джихад завоевателям. В конце концов Фириса был схвачен в 1902 году, а вскоре после этого казнён в Джимме.